# Jonathan Schmid (athlétisme)
Pour les articles homonymes, voir Jonathan Schmid et Schmid.
Jonathan Schmid, né le 5 décembre 1992, est un coureur de fond suisse spécialisé en course en montagne. Il est quadruple champion suisse de course en montagne.

## Biographie
Jonathan Schmid grandit à Adelboden où il effectue son apprentissage de boulanger-pâtissier. En 2011, il découvre la course à pied avec un collègue en prenant part à la course d'escaliers du Niesen. Enthousiasmé par cette expérience, il suit son collègue aux 100 kilomètres de Bienne mais abandonne après 60 kilomètres.
Il découvre la course en montagne en 2015 en prenant le départ de la course de montagne du Vogellisi dans son village d'Adelboden. Il termine troisième et se dit qu'il a du potentiel dans cette discipline. Songeant sérieusement à se lancer en compétition, il fait appel aux services de Martin von Känel en 2016 pour suivre un plan d'entraînement rigoureux. Cette année, il met en application ses conseils pour remporter de justesse la victoire au semi-marathon d'Aletsch après une lutte serrée avec l'Allemand Marcel Krieghoff.
Le 20 mai 2017, il crée la surprise lors des championnats suisses de course en montagne courus dans le cadre de la Monthey d'Illiez. Il parvient à devancer le triple champion et favori Christian Mathys pour remporter son premier titre. Il rejoint le comité d'organisation de la course de montagne du Vogellisi dont il devient le président.
En 2018, il s'illustre sur les épreuves de longue distance. Le 24 juin, il prend part aux championnats du monde de course en montagne longue distance à Karpacz. Il termine meilleur Suisse en sixième position. Le 28 juillet, il parvient à devancer le favori Stephan Wenk de plus de cing minutes pour s'imposer au Swiss Alpine Marathon K43. Le 14 octobre, il s'impose au marathon de Napf en 3 h 12 min 51 s, établissant un nouveau record du parcours.
Le 17 juillet 2022, il s'élance comme grand favori sur « sa » course du Vogellisi, comptant comme championnats suisses de course en montagne. Sans réelle concurrence, il s'impose aisément avec deux minutes d'avance sur son plus proche poursuivant et décroche son troisième titre de champion suisse. Le 9 septembre, il prend pour la première fois le départ d'un ultra-trail de plus de 100 kilomètres sur le Wildstrubel by UTMB. Prenant un départ rapide, il se détache en tête mais se fait rattraper et doubler par le Français David Hauss au kilomètre 60. Il parvient à s'accrocher pour terminer deuxième en 12 h 35 min 43 s à dix minutes derrière le Français.

## Palmarès
| no  | masculin           | Course                                                      | Longueur | Départ            | Temps            |
| --- | ------------------ | ----------------------------------------------------------- | -------- | ----------------- | ---------------- |
| 1re | Médaille d'or      | Semi-marathon d'Aletsch                                     | 21,1 km  | 26 juin 2016      | 1 h 37 min 16 s  |
| 1re | Médaille d'or      | Championnats suisses de course en montagne                  | 9,2 km   | 20 mai 2017       | 38 min 48 s      |
| 2e  | Médaille d'argent  | Les KM de Chando                                            | 7,7 km   | 23 septembre 2017 | 1 h 14 min 32 s  |
| 1re | Médaille d'or      | Scenic Trail K27                                            | 27 km    | 9 juin 2018       | 2 h 36 min 33 s  |
| 6e  | 6e                 | Championnats du monde de course en montagne longue distance | 36 km    | 24 juin 2018      | 2 h 45 min 34 s  |
| 1re | Médaille d'or      | Swiss Alpine Marathon K43                                   | 42 km    | 28 juillet 2018   | 3 h 10 min 40 s  |
| 1re | Médaille d'or      | Marathon de Napf                                            | 42,2 km  | 14 octobre 2018   | 3 h 12 min 51 s  |
| 2e  | Médaille d'argent  | Semi-marathon Inferno                                       | 21,1 km  | 17 août 2019      | 2 h 2 min 4 s    |
| 2e  | Médaille d'argent  | Semi-marathon Inferno                                       | 21,1 km  | 20 août 2021      | 2 h 5 min 14 s   |
| 1re | Médaille d'or      | Championnats suisses de course en montagne                  | 11,8 km  | 25 septembre 2021 | 51 min 16 s      |
| 1re | Médaille d'or      | Championnats suisses de course en montagne                  | 12,6 km  | 17 juillet 2022   | 55 min 40 s      |
| 3e  | Médaille de bronze | Glacier 3000 Run                                            | 25 km    | 6 août 2022       | 2 h 23 min 33 s  |
| 1re | Médaille d'or      | Semi-marathon Inferno                                       | 21,1 km  | 20 août 2022      | 2 h 1 min 30 s   |
| 2e  | Médaille d'argent  | Wildstrubel by UTMB                                         | 108 km   | 9 septembre 2022  | 12 h 35 min 43 s |
| 1re | Médaille d'or      | Marathon de Napf                                            | 42,2 km  | 9 octobre 2022    | 3 h 3 min 11 s   |
| 2e  | Médaille d'argent  | Glacier 3000 Vertical KM                                    | 3,8 km   | 5 août 2023       | 40 min 6 s       |
| 1re | Médaille d'or      | Championnats suisses de course en montagne                  | 8,0 km   | 26 avril 2024     | 31 min 46 s      |
| 8e  | 8e                 | Championnats d'Europe de course en montagne - Montée        | 7,6 km   | 31 mai 2024       | 45 min 20 s      |
| 1re | Médaille d'or      | Semi-marathon Inferno                                       | 21,1 km  | 16 août 2025      | 2 h 0 min 20 s   |